# Sophronica rufobasalis
Sophronica rufobasalis là một loài bọ cánh cứng trong họ Cerambycidae.